# Filip Widmanstadt
Filip Jakub Widmanstadt (ur. ok. 1539/1541 w Nellingen, zm. 16 stycznia 1588 w Krakowie) – jezuita, teolog, rektor Kolegium Jezuitów w Braniewie, prefekt studiów i kanclerz Akademii Wileńskiej, wiceprowincjał.

## Życiorys
Filip Widmanstadt studiował w Augsburgu, Dylindze, Monachium, Wiedniu i w Rzymie. Od 1567 przebywał i pracował w Polsce. Od października 1567 roku prowadził wykłady w Kolegium Jezuitów w Braniewie. Razem z nim z Rzymu przyjechał do Braniewa jezuita Jakub Wujek (późniejszy autor przekładu Biblii na język polski), który uzupełniał tu wykształcenie z nauk teologicznych.  
Filipowi Widmanstadtowi już w następnym roku (1568) w braniewskim kolegium powierzono funkcję rektora i regensa seminarium duchownego, ponadto był tu wykładowcą teologii polemicznej; równocześnie sprawował funkcję superiora w Elblągu. Pod jego rządami braniewska uczelnia przeżywała okres rozkwitu. Wspierał też i rozwijał działalność misyjną na Warmii. W 1582 roku został mianowany wiceprowincjałem i jednocześnie prefektem studiów i kanclerzem Akademii Wileńskiej oraz prefektem drukarni wileńskiej. Funkcje te sprawował do 1587 roku, kiedy to wyjechał do Krakowa. Przez ostatni rok życia pozostawał superiorem kościoła św. Barbary w Krakowie.  
Jego bratem był Johann Albrecht Widmanstetter, sekretarz papieży Klemensa VII i Pawła III.  